# Hondainville
Hondainville est une commune française située dans le département de l'Oise en région Hauts-de-France.
Ses habitants sont appelés les Hondainvillois.

## Géographie

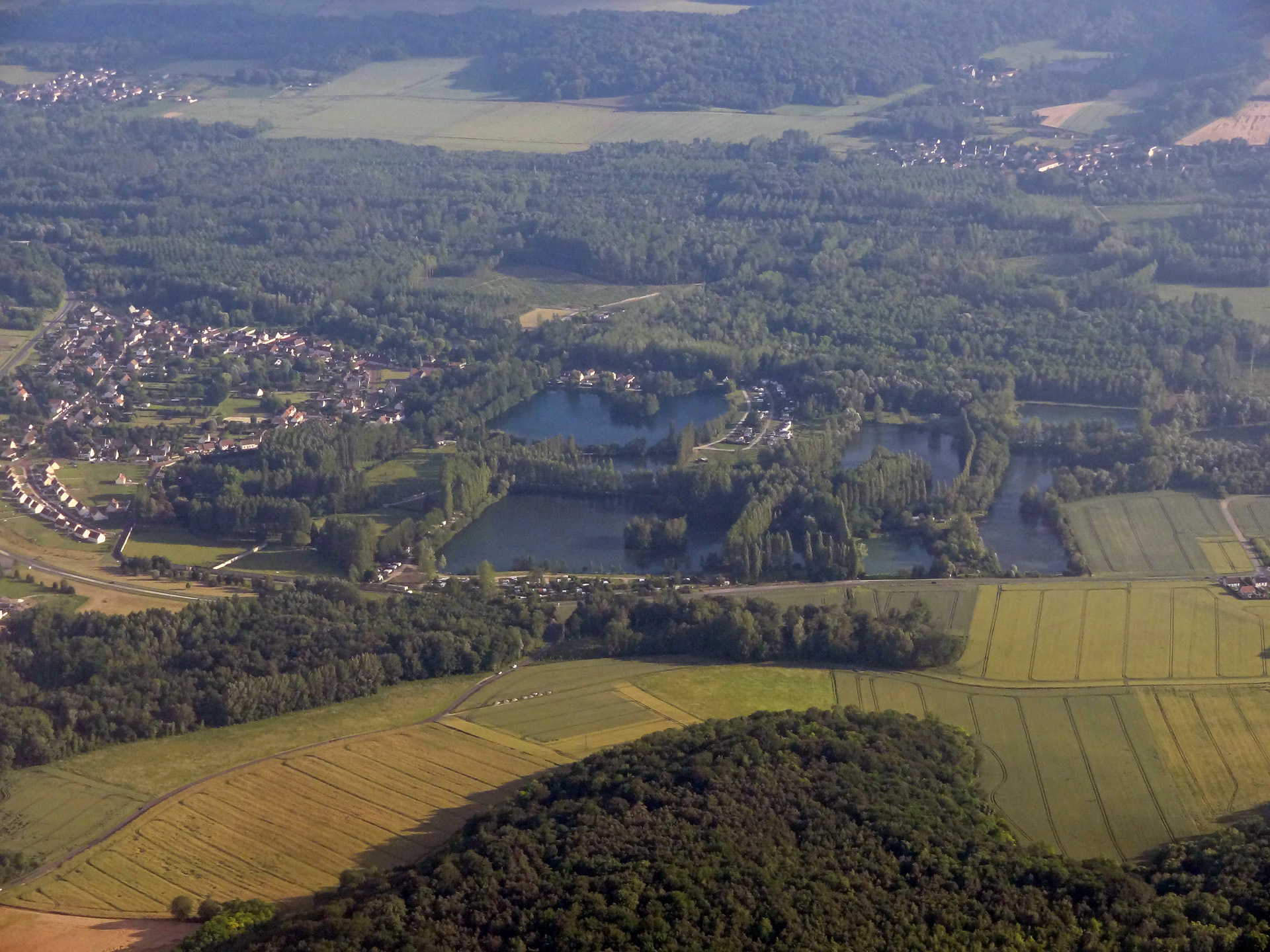
Vue aérienne d'Hondainville.

La commune est un village rural picard de l'Oise.
La commune se situe à 62 kilomètres au sud d'Amiens, à 19 kilomètres à l'est de Beauvais, à 39 kilomètres à l'ouest de Compiègne et à 53 kilomètres au nord de Paris.

### Communes limitrophes
Les communes limitrophes sont  Angy, forêt de Hez-Froidmont, Heilles, La Neuville-en-Hez, Mouy, Saint-Félix et Thury-sous-Clermont.
|             | La Neuville-en-Hez | Thury-sous-Clermont |
| Saint-Félix | Hondainville       |                     |
| Heilles     | Mouy               | Angy                |

### Géologie et relief
La commune s'étend entre 38 mètres sur les bords du Thérain et 131 mètres d'altitude à la limite est du territoire. Son étendue s'étire au croisement des vallées du Thérain et du ruisseau de Lombardie, délimitées à l'est et au nord par des plateaux qui les surplombent. L'église paroissiale et la mairie se situent à 45 mètres d'altitude, la chapelle Sainte-Antoine-de-Padoue à 46 mètres d'altitude et le hameau de Butteaux se situe à 60 mètres au-dessus du niveau de la mer. La commune se situe en zone de sismicité 1.

### Hydrographie

#### Réseau hydrographique
La commune est située dans le bassin Seine-Normandie. Elle est drainée par le Thérain, le ru de Lombardie, le cours d'eau 01 de Bois Aulnays et le cours d'eau 01 du Val de Dray,,.
Le Thérain, d'une longueur de 94 km, prend sa source dans la commune de Gaillefontaine et se jette  dans l'Oise à Saint-Leu-d'Esserent, après avoir traversé 43 communes.
Le ru de Lombardie, naissant dans la forêt de Hez-Froidmont, constitue une partie de la limite communale nord-est, passe entre Thury-sous-Clermont et le hameau de Butteaux puis se jette dans le Thérain après s'être écoulé à l'ouest du village.
Plusieurs étangs ont été aménagés à l'ouest du chef-lieu, et quelques mares se trouvent dans les jardins du village. Un autre étang se situe près du territoire d'Angy. Une station d'épuration se trouve à l'ouest du village.

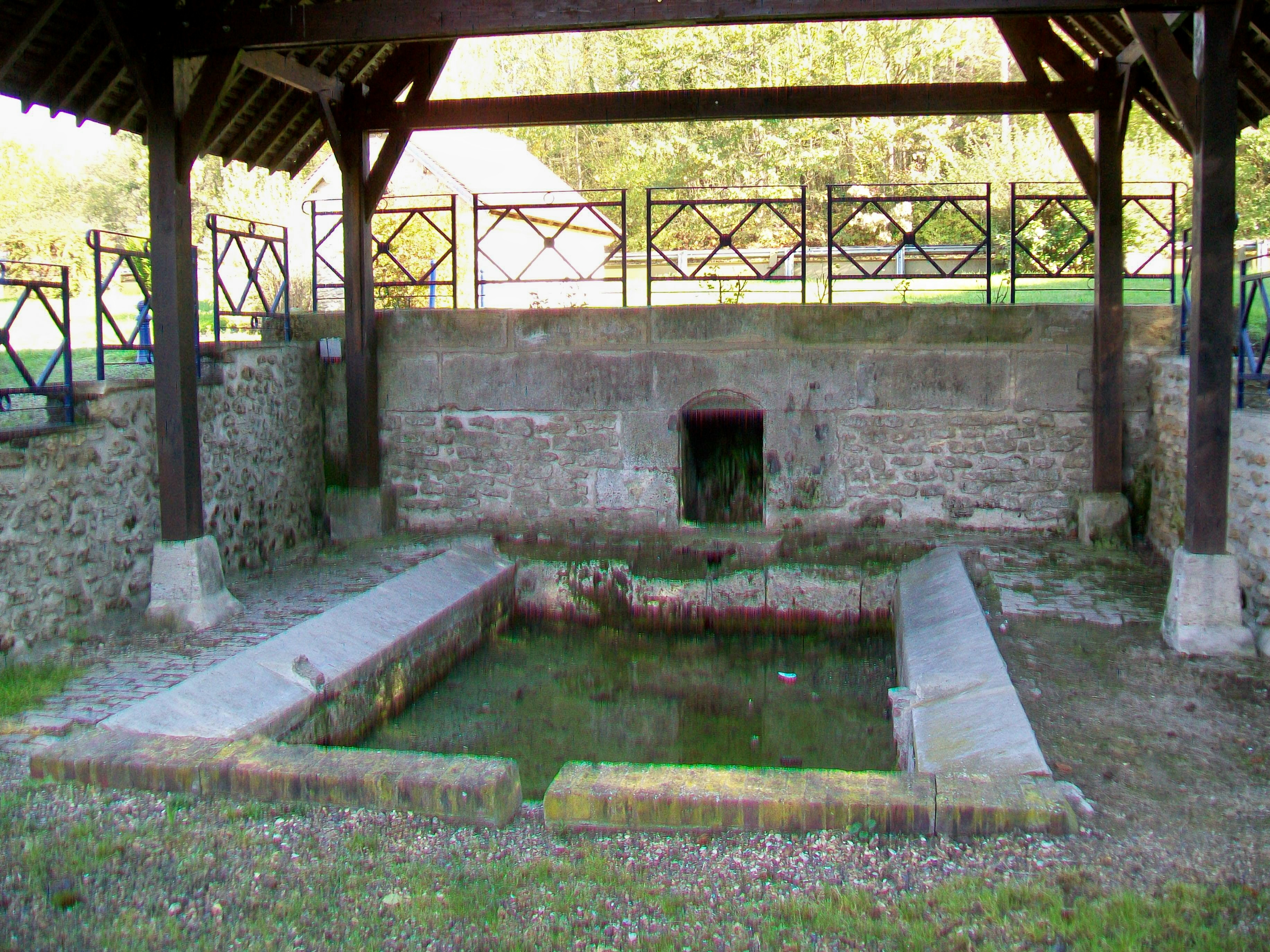
Lavoir à l'entrée sud du village, face à la chapelle Sainte-Antoine-de-Padoue.
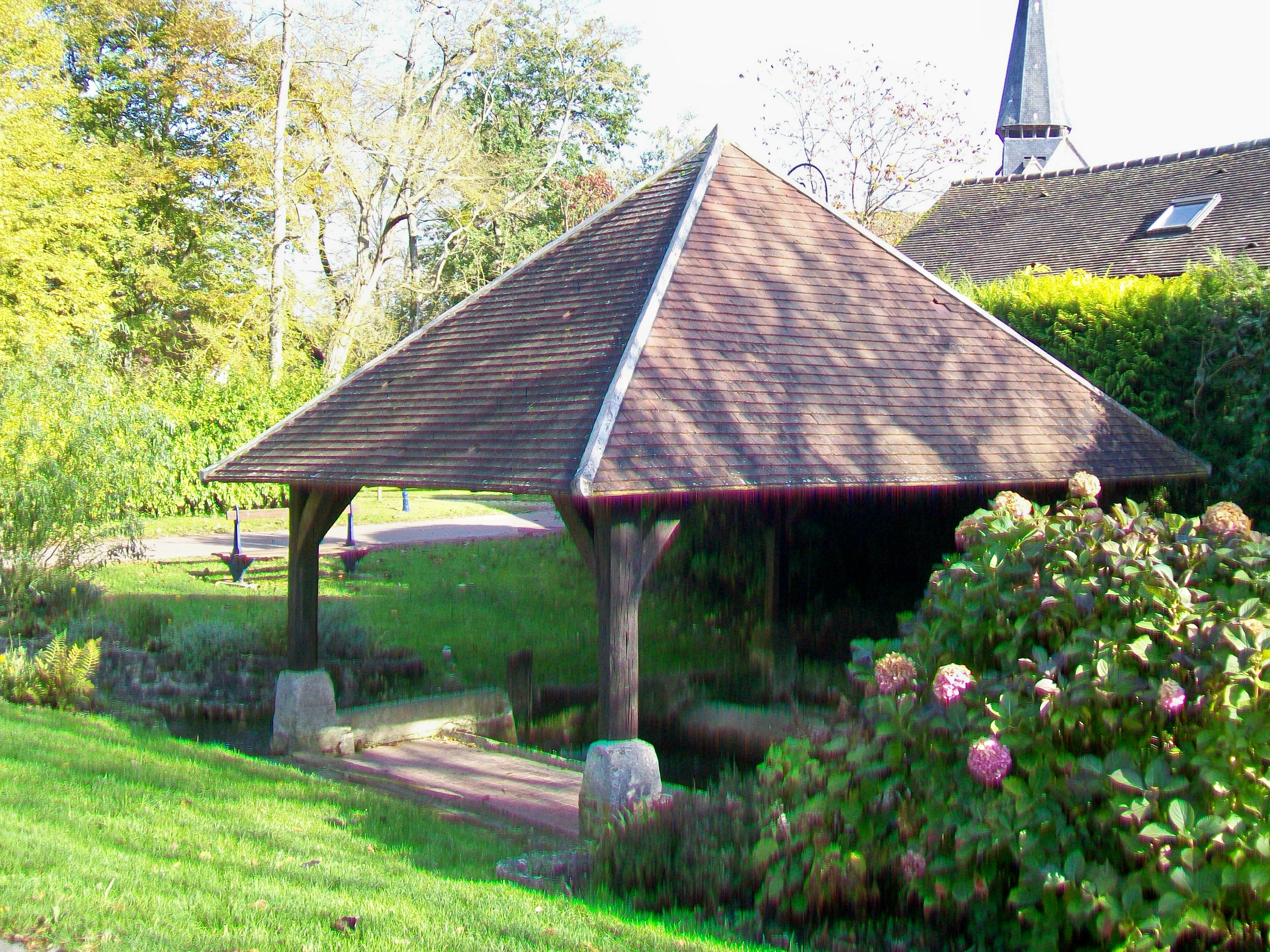
Lavoir, à l'angle de la rue Bail et de la rue de l'Eglise.

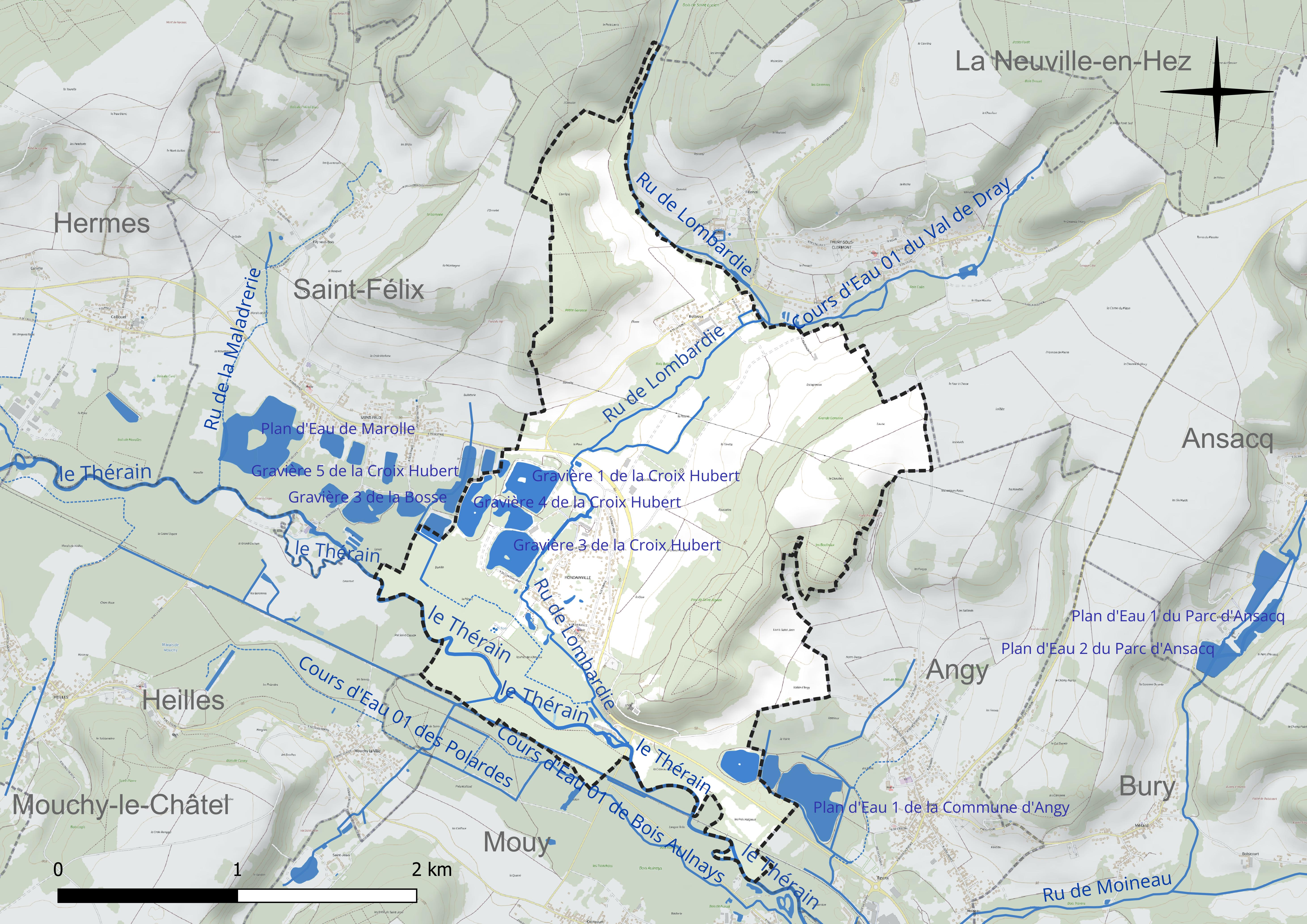
Réseau hydrographique de Hondainville.

Six plans d'eau complètent le réseau hydrographique : la gravière 1 de la Bosse, d'une superficie totale de 1,6 ha (0,4 ha sur la commune), la gravière 1 de la Croix Hubert (5,2 ha), la gravière 2 de la Croix Hubert (2,1 ha), la gravière 3 de la Croix Hubert (4,9 ha), la gravière 4 de la Croix Hubert (3,2 ha) et l'étang de la Sansonnière (3 ha),.

#### Gestion et qualité des eaux
Le territoire communal est couvert par le schéma d'aménagement et de gestion des eaux (SAGE) « Sensée ». Ce document de planification concerne un territoire de 1 219 km2 de superficie, délimité par le bassin versant du Thérain. Le périmètre a été arrêté le 27 janvier 2023 et le SAGE proprement dit est, en 2024, en cours d'élaboration. La structure porteuse de l'élaboration et de la mise en œuvre est le syndicat intercommunal de la Vallée du Thérain (SIVT).
La qualité des cours d'eau peut être consultée sur un site dédié géré par les agences de l'eau et l'Agence française pour la biodiversité.

### Climat
Pour des articles plus généraux, voir Climat des Hauts-de-France et Climat de l'Oise.
En 2010, le climat de la commune est de type climat océanique dégradé des plaines du Centre et du Nord, selon une étude du CNRS s'appuyant sur une série de données couvrant la période 1971-2000. En 2020, Météo-France publie une typologie des climats de la France métropolitaine dans laquelle la commune est exposée à un climat océanique et est dans la région climatique Nord-est du bassin Parisien, caractérisée par un ensoleillement médiocre, une pluviométrie moyenne régulièrement répartie au cours de l'année et un hiver froid (3 °C).
Pour la période 1971-2000, la température annuelle moyenne est de 10,8 °C, avec une amplitude thermique annuelle de 14,6 °C. Le cumul annuel moyen de précipitations est de 642 mm, avec 10,5 jours de précipitations en janvier et 8 jours en juillet. Pour la période 1991-2020, la température moyenne annuelle observée sur la station météorologique la plus proche, située sur la commune de Creil à 16 km à vol d'oiseau, est de 11,2 °C et le cumul annuel moyen de précipitations est de 662,2 mm,. Pour l'avenir, les paramètres climatiques de la commune estimés pour 2050 selon différents scénarios d'émission de gaz à effet de serre sont consultables sur un site dédié publié par Météo-France en novembre 2022.

### Milieux naturels et biodiversité
Hormis les 45 hectares d'espaces bâtis (7,4 % du territoire), la commune se compose majoritairement de surfaces boisées à 56,2 % sur 350 hectares. Elles sont situées dans le fond des vallées du Thérain et du ruisseau de Lombardie ainsi que sur leurs coteaux tel que le Parc de Saint-Aignan et les Grande et Petite Garenne.
Le territoire communal  comprend également 26,9 % de cultures sur 167 hectares, 25 hectares de vergers et prairies ainsi que 22 hectares de zones marécageuses, situées près de la chapelle Saint-Antoine-de-Padoue. Ces derniers représentent à eux seuls plus de 3 hectares de la superficie. En outre, on comptabilise 4,5 hectares de délaissés urbains et ruraux, 2 hectares de jardins et espaces verts et un hectare de landes,.
La diversité des écosystèmes permet à la commune de posséder 3 Zones naturelles d'intérêt écologique, faunistique et floristique (ZNIEFF), dont deux ensembles dans la vallée du Thérain : les prairies humides des Halgreux et les étangs et milieux alluviaux du Thérain,. Une partie des espaces boisés, situés à la périphérie de la Forêt de Hez-Froidmont située au nord, constituent la troisième zone de ce type.
Les zones boisées du parc de Saint-Aignan et de la Grande Garenne, une partie de la vallée du ruisseau de Lombardie et certains coteaux de la vallée du Thérain constituent des corridors écologiques potentiels.

## Urbanisme

### Typologie
Au 1er janvier 2024, Hondainville est catégorisée bourg rural, selon la nouvelle grille communale de densité à sept niveaux définie par l'Insee en 2022.
Elle est située hors unité urbaine. Par ailleurs la commune fait partie de l'aire d'attraction de Paris, dont elle est une commune de la couronne,.

### Occupation des sols

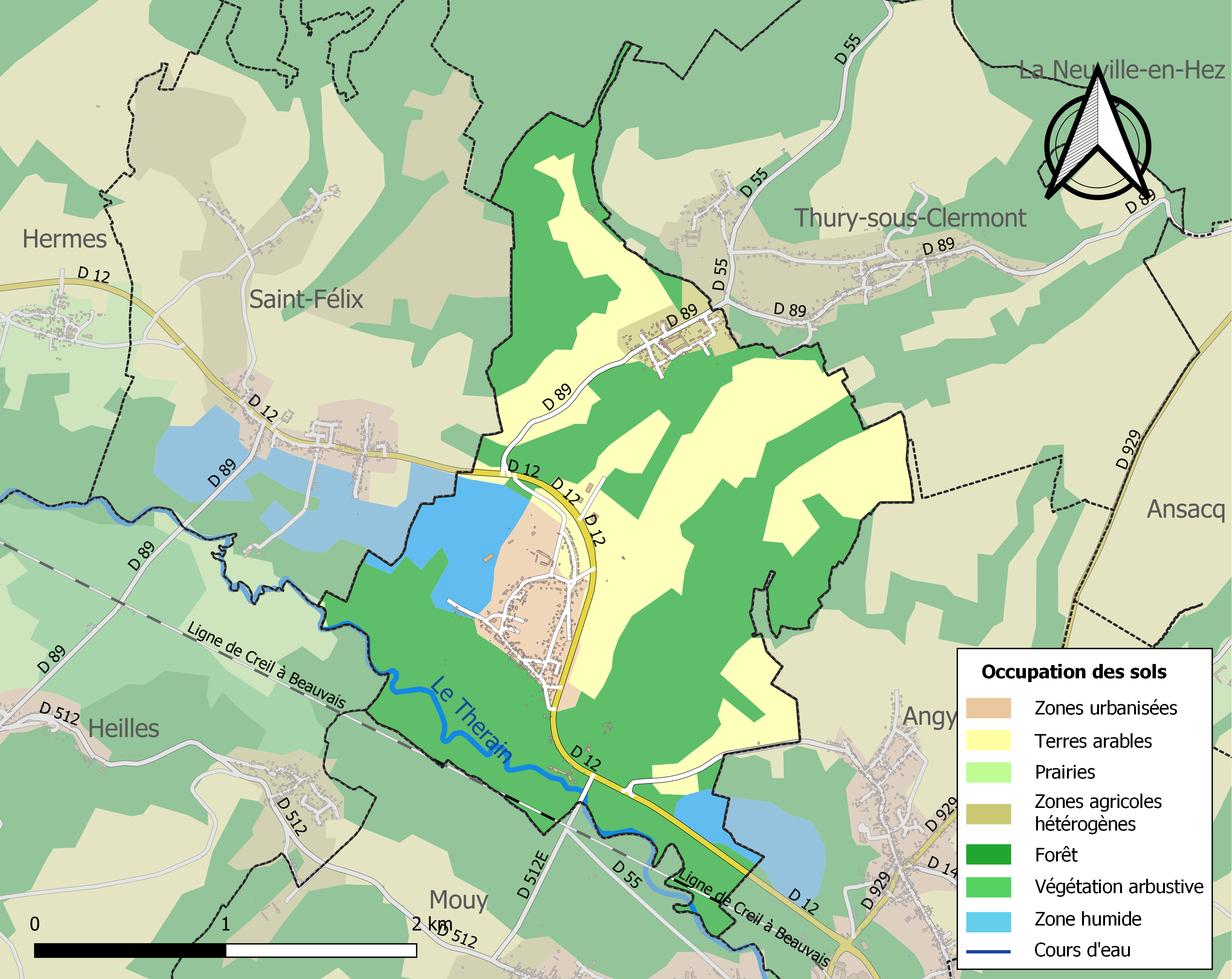
Carte des infrastructures et de l'occupation des sols de la commune en 2018 (CLC).

L'occupation des sols de la commune, telle qu'elle ressort de la base de données européenne d'occupation biophysique des sols Corine Land Cover (CLC), est marquée par l'importance des forêts et milieux semi-naturels (55,2 % en 2018), une proportion sensiblement équivalente à celle de 1990 (55,5 %). La répartition détaillée en 2018 est la suivante : 
forêts (55,2 %), terres arables (30,7 %), zones urbanisées (5,8 %), eaux continentales (5,7 %), zones agricoles hétérogènes (2,6 %), prairies (0,1 %). L'évolution de l'occupation des sols de la commune et de ses infrastructures peut être observée sur les différentes représentations cartographiques du territoire : la carte de Cassini (XVIIIe siècle), la carte d'état-major (1820-1866) et les cartes ou photos aériennes de l'IGN pour la période actuelle (1950 à aujourd'hui).

### Hameaux et lieux-dits
En dehors du chef-lieu, la commune ne possède qu'un seul hameau, Butteaux au nord-est. On compte plusieurs écarts : le château de la Garenne et le moulin à eau communal au sud-est.

### Habitat et logement
En 2018, le nombre total de logements dans la commune était de 295, alors qu'il était de 283 en 2013 et de 245 en 2008.
Parmi ces logements, 95,3 % étaient des résidences principales, 2,7 % des résidences secondaires et 2 % des logements vacants. Ces logements étaient pour 98,3 % d'entre eux des maisons individuelles et pour 0,3 % des appartements.
Le tableau ci-dessous présente la typologie des logements à Hondainville en 2018 en comparaison avec celle de l'Oise et de la France entière. Une caractéristique marquante du parc de logements est ainsi une proportion de résidences secondaires et logements occasionnels (2,7 %) légèrement supérieure à celle du département (2,5 %) mais inférieure à celle de la France entière (9,7 %). Concernant le statut d'occupation de ces logements, 91,8 % des habitants de la commune sont propriétaires de leur logement (92,1 % en 2013), contre 61,4 % pour l'Oise et 57,5 % pour la France entière.
| Typologie                                               | Hondainville | Oise | France entière |
| ------------------------------------------------------- | ------------ | ---- | -------------- |
| Résidences principales (en %)                           | 95,3         | 90,4 | 82,1           |
| Résidences secondaires et logements occasionnels (en %) | 2,7          | 2,5  | 9,7            |
| Logements vacants (en %)                                | 2            | 7,1  | 8,2            |

### Voies de communication et transports

#### Infrastructures routières

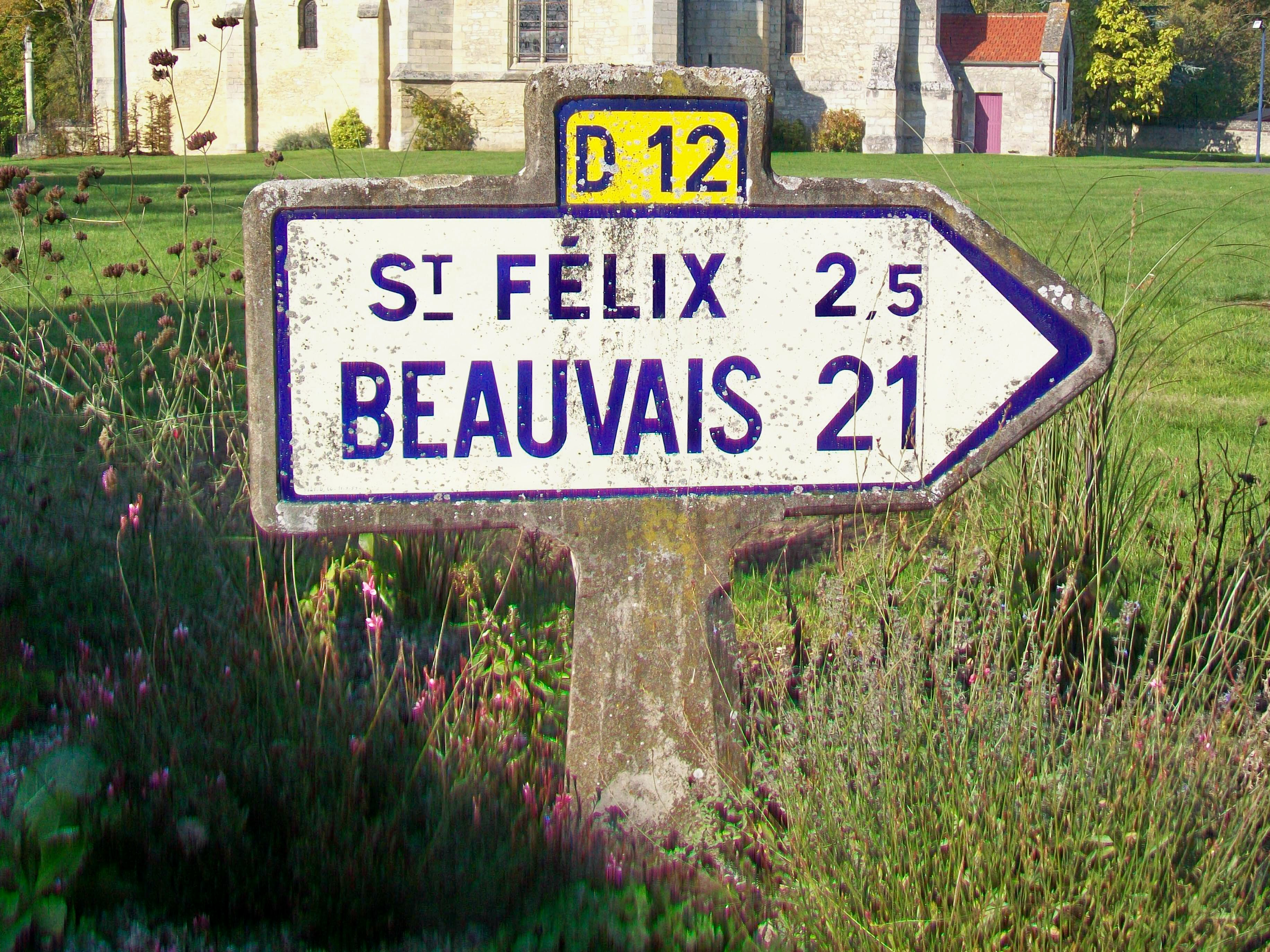
Plaque Michelin de l'ancienne route départementale 12, place de l'Eglise.

La commune est desservie par trois routes départementales, les RD 12, RD 89 et RD 512E.
La route départementale 12, de Therdonne à Saint-Leu-d'Esserent, évite aujourd'hui le village par l'est avant de rejoindre Saint-Félix. Elle le traversait autrefois par la rue de la Mairie, la place de l'Église et la rue de Beauvais.
La route départementale 89 se détache de la route départementale 12 entre le village et Saint-Félix pour traverser le hameau de Butteaux par la rue de la Forêt avant de prendre la direction de Thury-sous-Clermont.
La route départementale 512E se sépare de la route départementale 12 entre le village et Angy pour rejoindre Coincourt (commune de Mouy).

#### Transports en commun
Située à un 2,5 km à l'ouest, la gare d'Heilles - Mouchy, établie sur la ligne de Creil à Beauvais, est la gare ferroviaire la plus proche de la commune. La gare de Mouy - Bury, sur la même ligne, se trouve à 3 km au sud-est. Une partie du tracé de cette ligne traverse le sud du territoire.
La commune est également desservie, en 2023, par les lignes 6138, 6143, 6313 et 6344 du réseau interurbain de l'Oise. Une navette de regroupement pédagogique intercommunal (ligne 6840) a été mise en place avec la commune voisine de Thury-sous-Clermont.
Les habitants peuvent bénéficier du service de transport à la demande Pass'Thelle Bus, géré par la communauté de communes Thelloise depuis la gare de Mouy-Bury.

### Risques naturels et technologiques
Une partie de la commune se situe en zone inondable. Les zones les plus basses du territoire se trouvent au-dessus de plusieurs nappes phréatiques.

## Toponymie
Hondainville s'est appelé anciennement Undanisvilla en 974, Hondenvilla en 1202 puis Odonis Villa.

## Histoire

### Moyen Âge
Des sarcophages de pierre et de nombreux objets anciens ont été découverts sur la colline Saint-Aignan, attestant ainsi l'ancienneté de l'occupation du lieu. Le village aurait existé autrefois à l'endroit où se trouve aujourd'hui le cimetière et où on a retrouvé les traces d'une ancienne église.

### Temps modernes

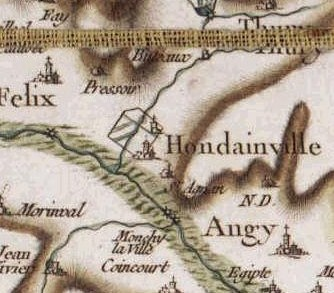
Hondainville, carte de Cassini (XVIIIe siècle.

La terre d'Hondainville est achetée en 1780 par Charles Paul Jean Baptiste de Bourgevin Vialart de Saint-Morys. Il fait construire un manoir à la place de l'ancien château où il installe son cabinet d'histoire naturelle et sa collection de tableaux.

### Révolution française et Empire
Ayant fait partie de l'émigration française en 1790, la collection de  Charles Paul Jean Baptiste de Bourgevin Vialart de Saint-Morys est saisie et le château transformé en prison.  Ayant divorcé en 1794, la propriété est divisée en deux. Sa femme, Éléonore Élisabeth de Beauterne de Jauville, est propriétaire de la moitié, l'autre est achetée par le colonel Guillaume-Michel Barbier-Dufay et fait détruire le château. Son fils, Charles Étienne de Bourgevin Vialart de Saint-Morys, revient en France.

### Époque contemporaine
Après la chute du Premier Empire, Charles Étienne de Bourgevin Vialart de Saint-Morys est maréchal de camp, lieutenant-général des armées, lieutenant des gardes du corps de Louis XVIII. Il est nommé maire d'Hondainville. Il est tué au cours d'un duel par le colonel Barbier-Dufay, le 21 juillet 1817.
De 1825 à 1832, la commune, instituée lors de la Révolution française, a été fugacement absorbée de 1825 à 1832 par celle de Saint-Félix avant de retrouver son autonomie.
En 1900, le village comptait deux briqueteries, deux moulins à foulon, une fabrique de lacets et deux cafés.

## Politique et administration

### Rattachements administratifs et électoraux
La commune se trouve dans l'arrondissement de Clermont du département de l'Oise. Pour l'élection des députés, elle fait partie de la septième circonscription de l'Oise.
Elle fait partie depuis 1793 du canton de Mouy. Dans le cadre du redécoupage cantonal de 2014 en France, ce canton, dont dépend toujours la commune, est modifié et s'étend de 11 à 35 communes.

### Intercommunalité
La commune faisait partie de la communauté de communes du pays de Thelle, un établissement public de coopération intercommunale (EPCI) à fiscalité propre créé en 1996 et auquel la commune a transféré un certain nombre de ses compétences, dans les conditions déterminées par le code général des collectivités territoriales.
Dans le cadre des dispositions de la loi portant nouvelle organisation territoriale de la République (Loi NOTRe) du 7 août 2015, qui prévoit que les établissements publics de coopération intercommunale (EPCI) à fiscalité propre doivent avoir un minimum de 15 000 habitants, le préfet de l'Oise a publié en octobre 2015 un projet de nouveau schéma départemental de coopération intercommunale, qui prévoit la fusion de plusieurs intercommunalités, et en particulier  de la communauté de communes du Pays de Thelle et de la communauté de communes la Ruraloise, formant ainsi une intercommunalité de 42 communes et de 59 626 habitants,.
La nouvelle intercommunalité, dont est membre la commune et dénommée  communauté de communes Thelloise, est créée par un arrêté préfectoral du 30 novembre 2016 qui a pris effet le 1er janvier 2017.

### Liste des maires
| Période                                  | Période                   | Identité        | Étiquette | Qualité                                                                       |
| ---------------------------------------- | ------------------------- | --------------- | --------- | ----------------------------------------------------------------------------- |
| Les données manquantes sont à compléter. |                           |                 |           |                                                                               |
| juin 1995                                | mai 2006                  | Robert Ros,     |           | Retraité Vice-président de la CC du pays de Thelle ( ? → 2001) Démissionnaire |
| juin 2006                                | En cours (au 6 juin 2023) | Michèle Brichez |           | Enseignante retraitée Réélue pour le mandat 2020-2026,                        |

### Distinctions et labels
- Village fleuri : trois fleurs attribuées en 2004 par le Conseil des Villes et Villages Fleuris de France au Concours Régional des villes et villages fleuris[38],[39].

## Équipements et services publics

### Enseignement
La commune dispose d'une école de deux classes en 2016, qui scolarise les enfants du regroupement pédagogique intercommunal constitué avec Thury-sous-Clermont.

## Population et société

### Démographie

#### Évolution démographique
L'évolution du nombre d'habitants est connue à travers les recensements de la population effectués dans la commune depuis 1793. Pour les communes de moins de 10 000 habitants, une enquête de recensement portant sur toute la population est réalisée tous les cinq ans, les populations de référence des années intermédiaires étant quant à elles estimées par interpolation ou extrapolation. Pour la commune, le premier recensement exhaustif entrant dans le cadre du nouveau dispositif a été réalisé en 2008.

En 2022, la commune comptait 715 habitants, en évolution de +2,29 % par rapport à 2016 (Oise : +0,87 %, France hors Mayotte : +2,11 %).
| 1793 | 1800 | 1806 | 1821 | 1836 | 1841 | 1846 | 1851 | 1856 |
| ---- | ---- | ---- | ---- | ---- | ---- | ---- | ---- | ---- |
| 183  | 222  | 260  | 230  | 249  | 238  | 255  | 233  | 240  |

| 1861 | 1866 | 1872 | 1876 | 1881 | 1886 | 1891 | 1896 | 1901 |
| ---- | ---- | ---- | ---- | ---- | ---- | ---- | ---- | ---- |
| 267  | 307  | 288  | 309  | 319  | 254  | 292  | 271  | 270  |

| 1906 | 1911 | 1921 | 1926 | 1931 | 1936 | 1946 | 1954 | 1962 |
| ---- | ---- | ---- | ---- | ---- | ---- | ---- | ---- | ---- |
| 257  | 279  | 235  | 231  | 207  | 190  | 195  | 220  | 225  |

| 1968 | 1975 | 1982 | 1990 | 1999 | 2006 | 2008 | 2013 | 2018 |
| ---- | ---- | ---- | ---- | ---- | ---- | ---- | ---- | ---- |
| 248  | 242  | 318  | 553  | 617  | 607  | 605  | 679  | 718  |

| 2022 | - | - | - | - | - | - | - | - |
| ---- | - | - | - | - | - | - | - | - |
| 715  | - | - | - | - | - | - | - | - |

#### Pyramide des âges
La population de la commune est relativement jeune.
En 2018, le taux de personnes d'un âge inférieur à 30 ans s'élève à 34,8 %, soit en dessous de la moyenne départementale (37,3 %). À l'inverse, le taux de personnes d'âge supérieur à 60 ans est de 23,0 % la même année, alors qu'il est de 22,8 % au niveau départemental.
En 2018, la commune comptait 348 hommes pour 370 femmes, soit un taux de 51,53 % de femmes, légèrement supérieur au taux départemental (51,11 %).
Les pyramides des âges de la commune et du département s'établissent comme suit.
| Hommes | Classe d’âge | Femmes |
| ------ | ------------ | ------ |
| 0,6    | 90 ou +      | 0,5    |
| 4,9    | 75-89 ans    | 6,5    |
| 17,0   | 60-74 ans    | 16,5   |
| 21,8   | 45-59 ans    | 20,0   |
| 21,6   | 30-44 ans    | 21,1   |
| 13,5   | 15-29 ans    | 14,3   |
| 20,7   | 0-14 ans     | 21,1   |

| Hommes | Classe d’âge | Femmes |
| ------ | ------------ | ------ |
| 0,5    | 90 ou +      | 1,4    |
| 5,5    | 75-89 ans    | 7,6    |
| 15,6   | 60-74 ans    | 16,3   |
| 20,8   | 45-59 ans    | 20     |
| 19,4   | 30-44 ans    | 19,4   |
| 17,6   | 15-29 ans    | 16,2   |
| 20,6   | 0-14 ans     | 19,1   |

## Économie
La commune s'est dotée d'une petite zone d'activités comprenant notamment en 2016 une société de vente de produits de soins et de beauté aux professionnels (Mavala), une imprimerie, un garage de caravanes (JECO) et une société de transports (SANPICARL).
On note également deux campings et des étangs de pêche.

## Culture locale et patrimoine

### Lieux et monuments

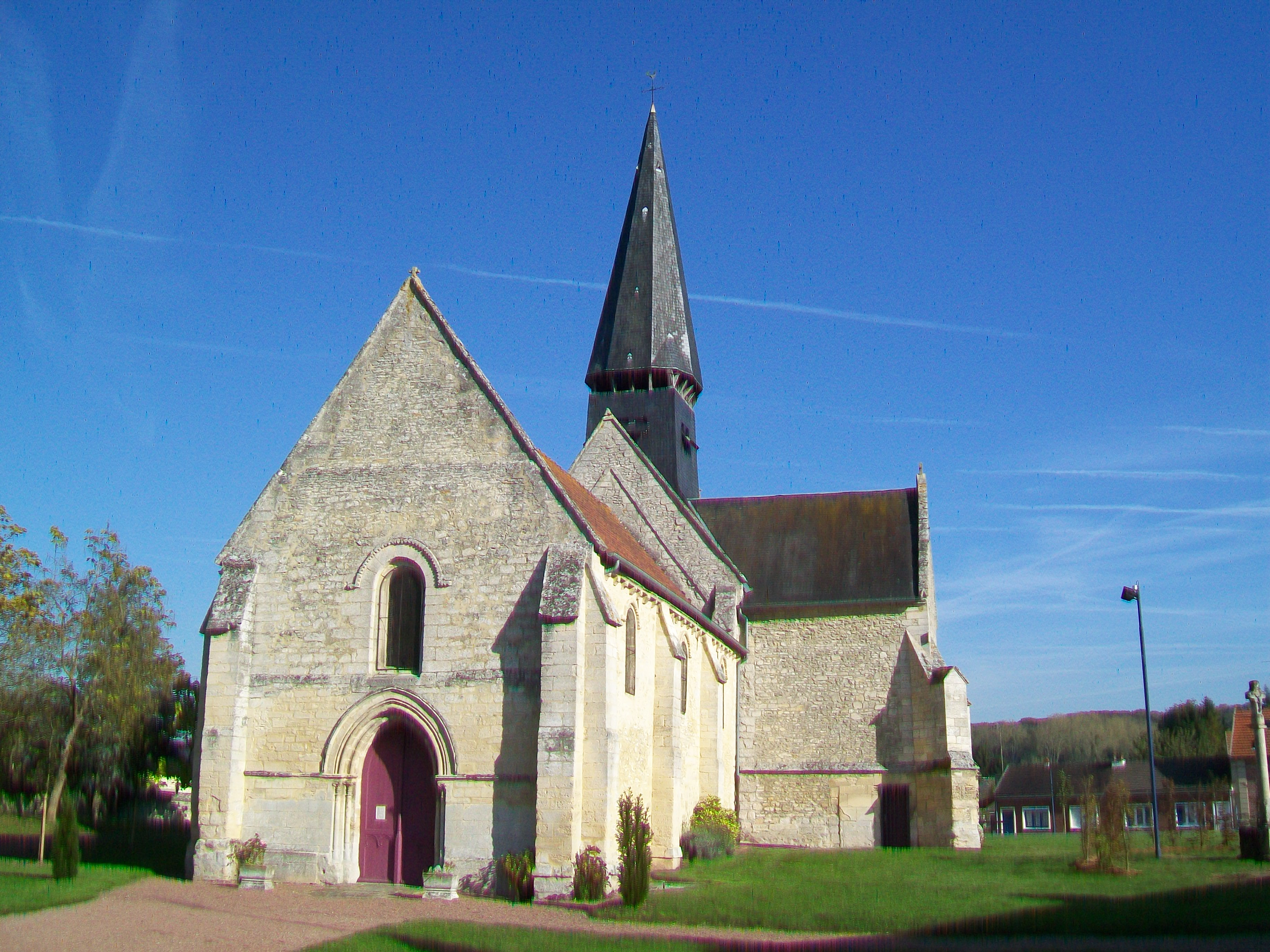
Façade ouest de l'église Saint-Aignan.

Hondainville compte un monument historique sur son territoire :
- l'Église Saint-Aignan (inscrite monument historique par arrêté du 6 mars 1980[45]) : Elle date des XIe et XVe siècles et possède une abside carrée et percée de trois fenêtres. Située sur une vaste pelouse, elle est adossée à un espace boisé.

On peut également signaler :
- Château d'Hondainville : reconstruit après avoir été bâti en 1780 par Charles Paul Jean Baptiste de Bourgevin Vialart de Saint-Morys à l'emplacement d'un château plus ancien. Près du château, dans le bois au lieu-dit Élysée, on a réuni des monuments funéraires de diverses époques.
- Jardins de Lombardie, 51, place de l'Église, propriété privée rarement ouverte au public, comprenant plus de mille charmes taillés en topiaire et des érables du Japon autour de l'hôtel presbytéral de 1770[46].

- Chapelle Saint-Antoine-de-Padoue, à l'entrée sud du village par la RD 12 : les fidèles venaient prier pour obtenir la guérison de la fièvre et pour retrouver les objets perdus.
- Grand lavoir couvert.
- Lavoir couvert près de l'église, à l'entrée de la rue du Bail : il est établi sur un ruisseau et date de 1866.
- Calvaire, place de l'Église.

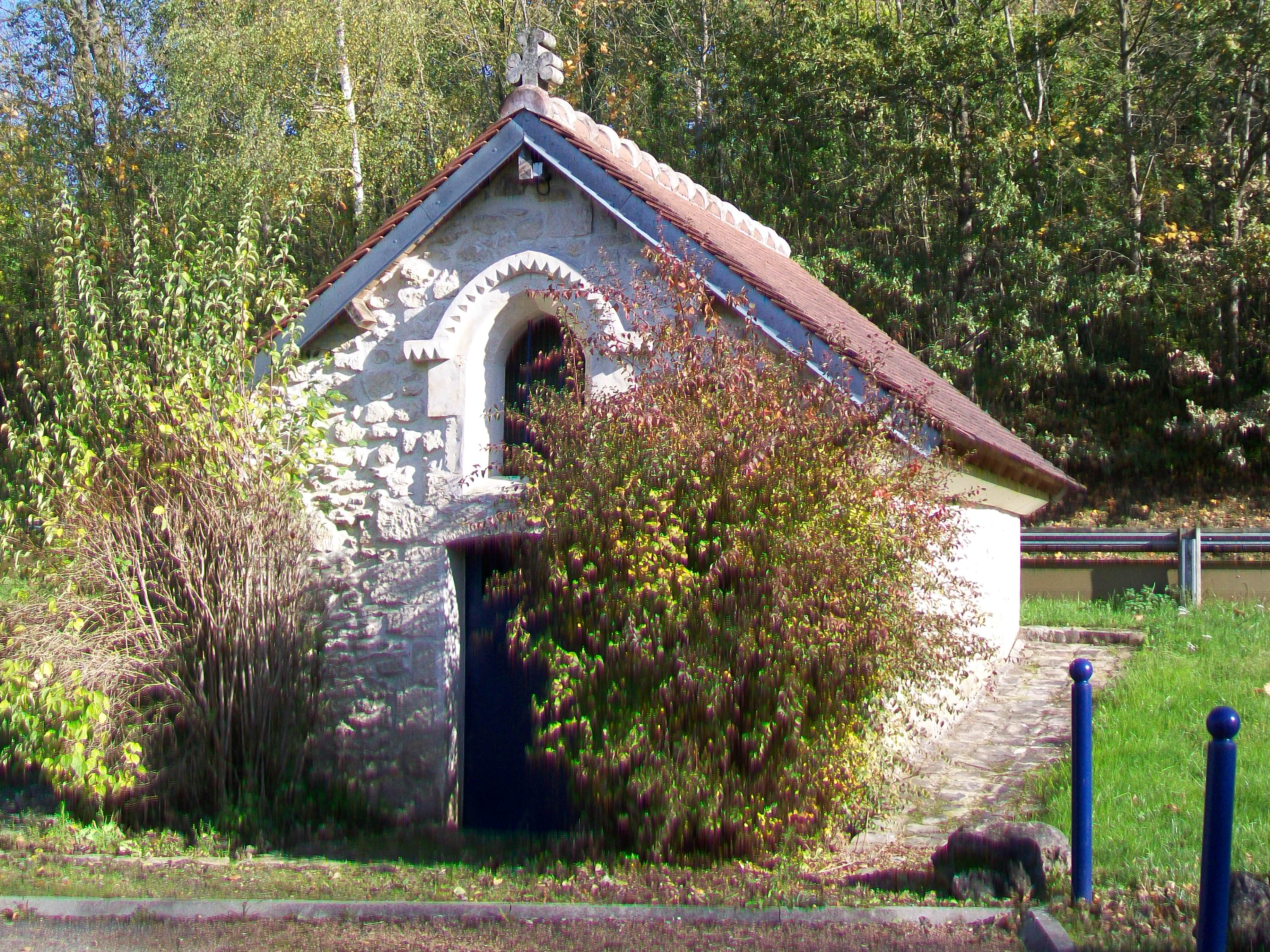
Chapelle Saint-Antoine-de-Padoue.
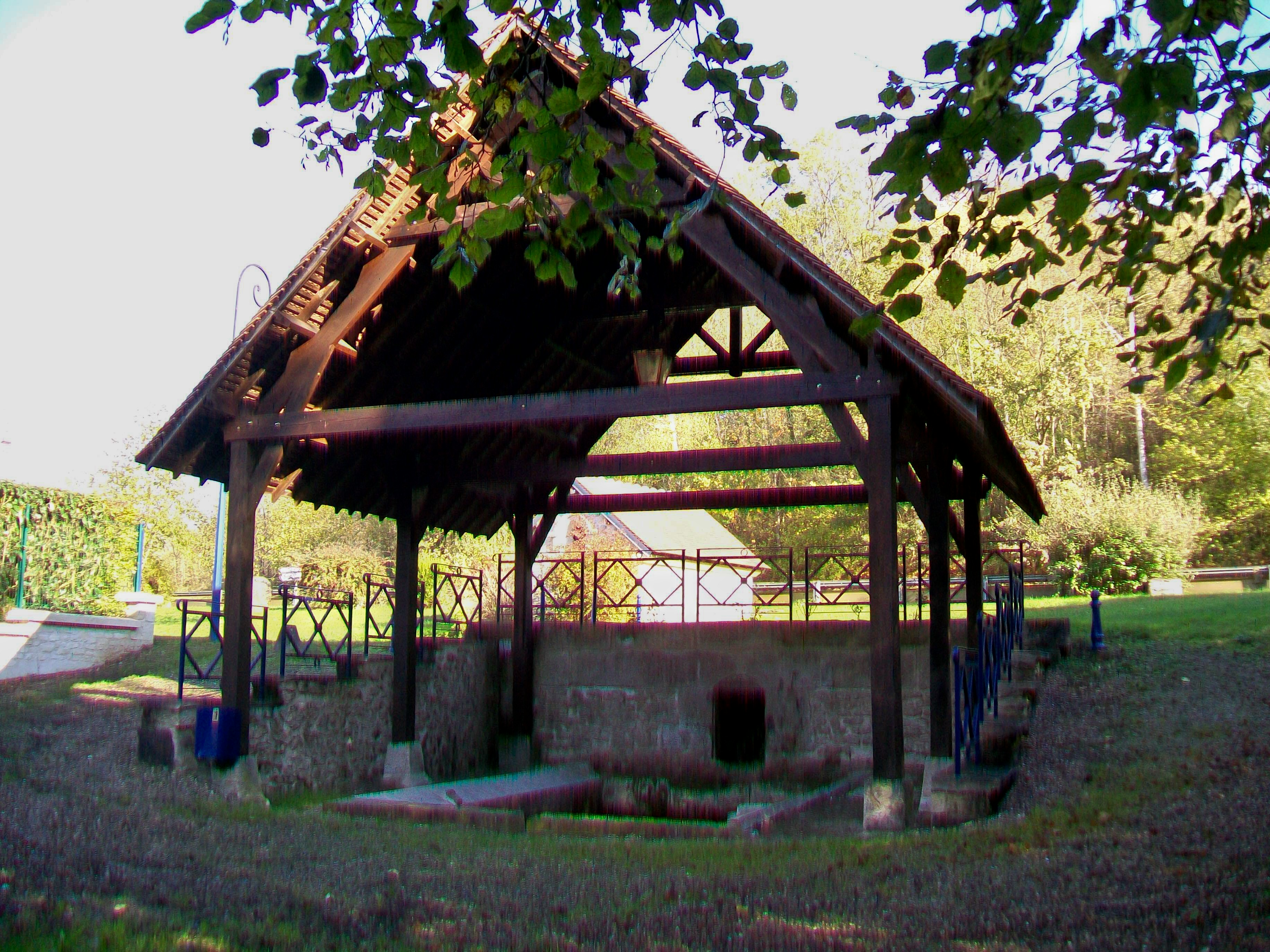
Lavoir face à la chapelle Saint-Antoine.
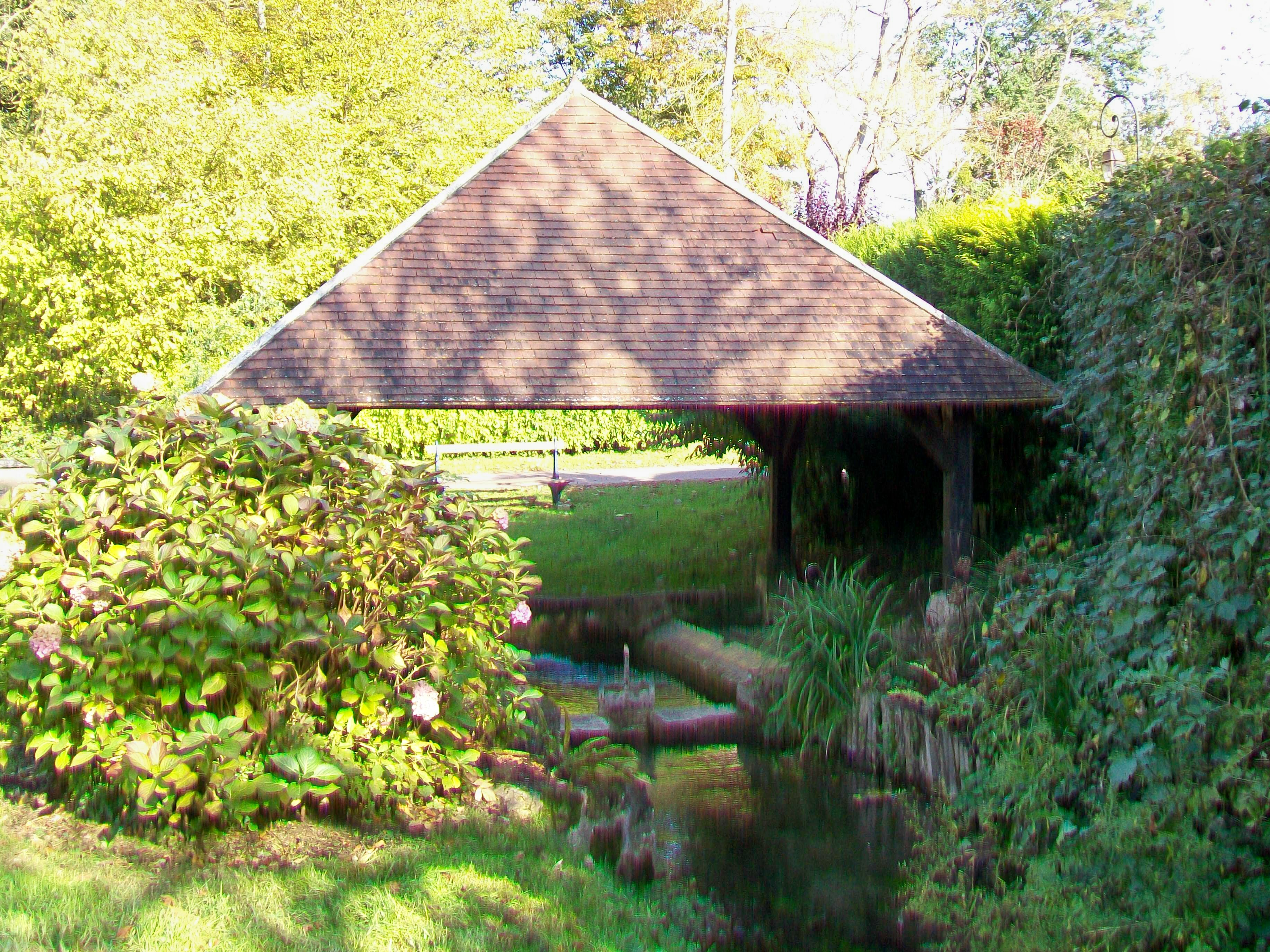
Lavoir, rue du Bail - rue de l'Église.
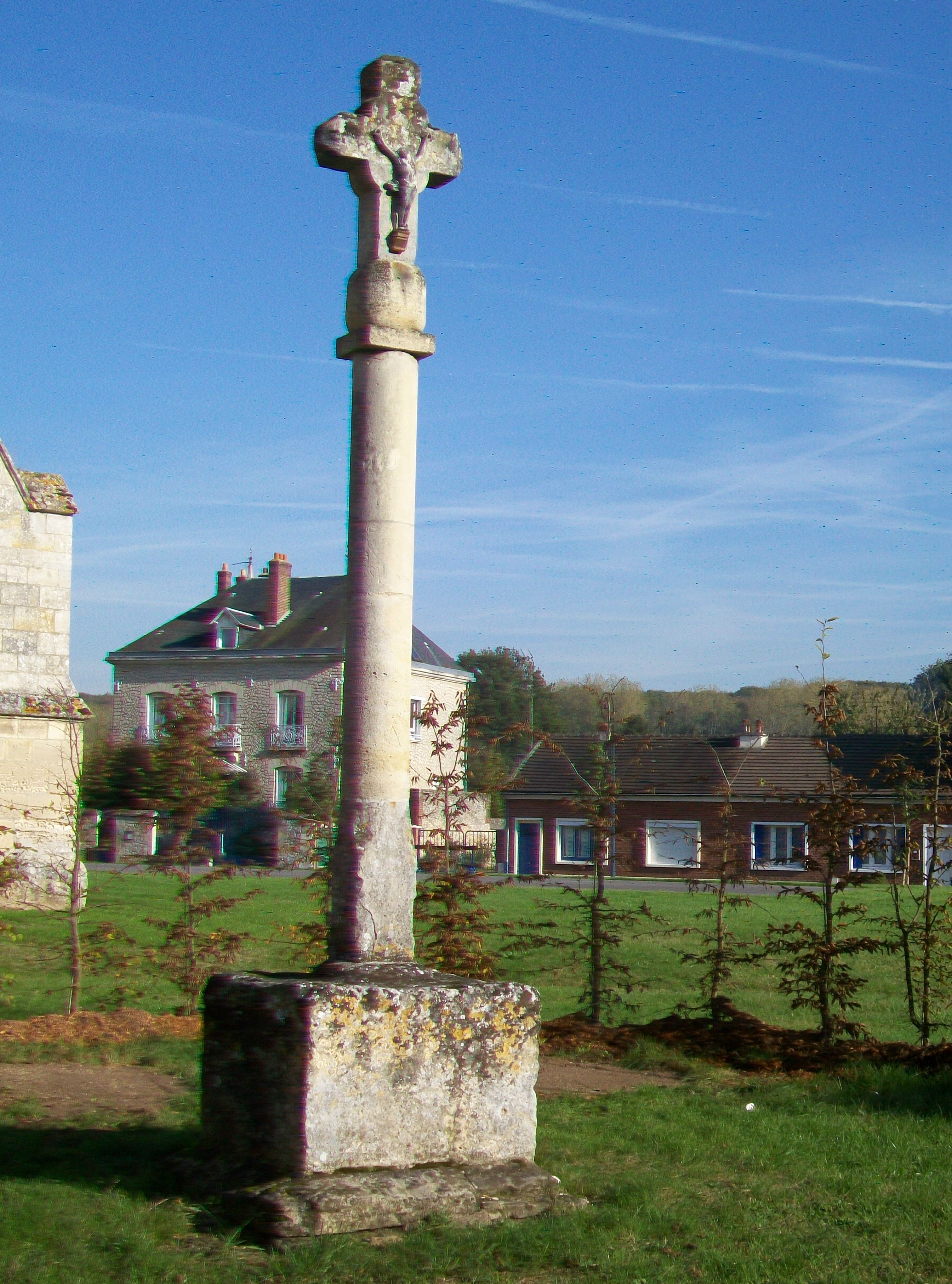
Calvaire, place de l'Église.

### Héraldique
| Blason de Hondainville | Blason  | D'azur au chevron d'or accompagné en chef de deux étoiles du même, en pointe d'une levrette courante d'argent colletée de sable cloué d'or. |
| Blason de Hondainville | Détails | Le statut officiel du blason reste à déterminer.                                                                                            |

## Pour approfondir